# Bombardópolis
Bombardópolis (em crioulo, Bonbadopolis), é uma comuna do Haiti, situada no departamento do Noroeste e no arrondissement de Môle Saint-Nicolas. De acordo com o censo de 2003, sua população total é de 27.000 habitantes.